# Amtsgericht Kerpen

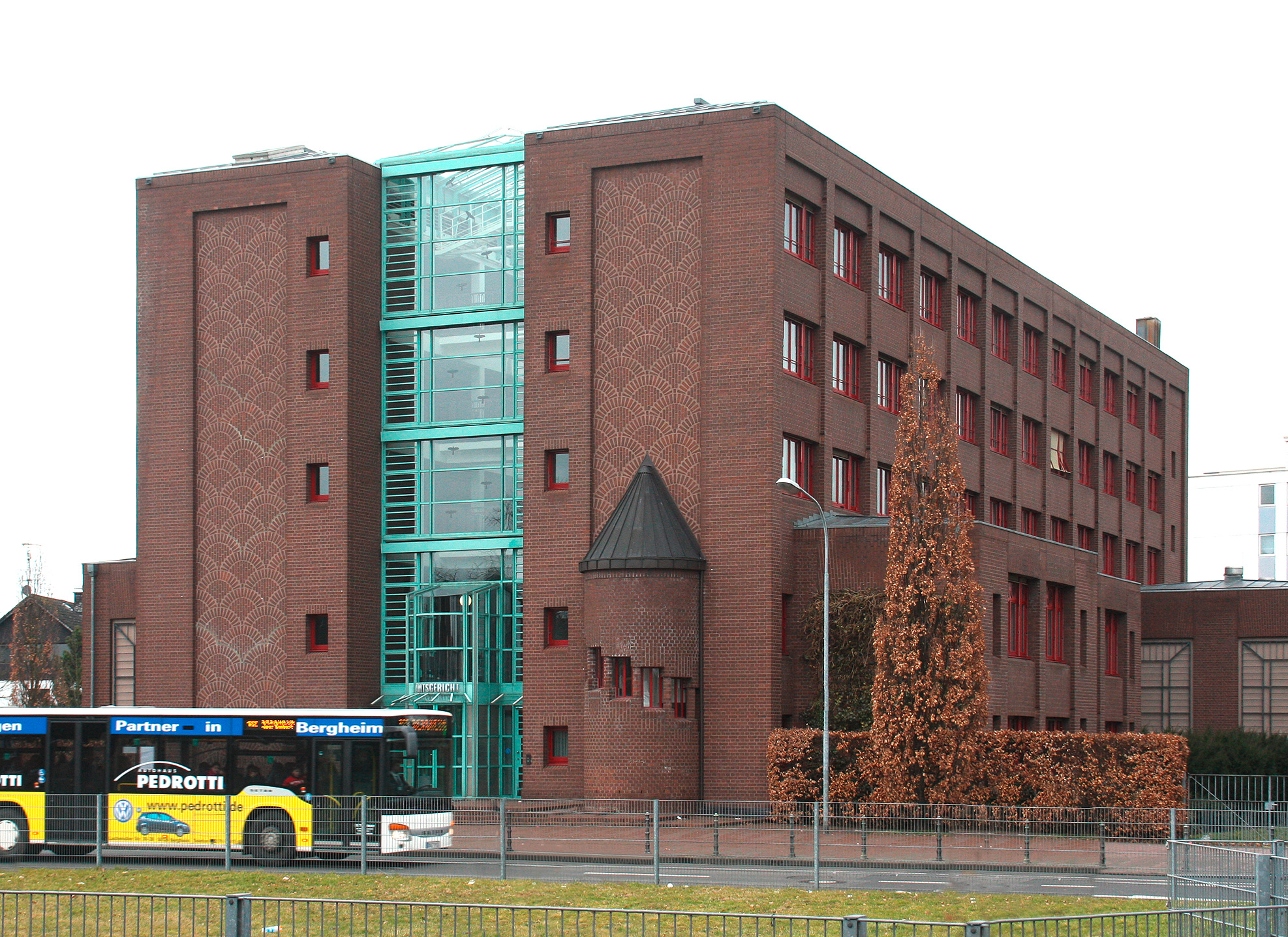
Das Gebäude des Amtsgerichts von Südosten

Kerpen ist Sitz des Amtsgerichts Kerpen, das für die Städte Frechen und Kerpen im Rhein-Erft-Kreis zuständig ist. In dem 159 km² großen Gerichtsbezirk leben rund 114.000 Menschen.

## Übergeordnete Gerichte
Das dem Amtsgericht Kerpen übergeordnete Landgericht ist das Landgericht Köln, das wiederum dem Oberlandesgericht Köln untersteht.

## Gerichtsgebäude
Das Gebäude ist ein fünfgeschossiger Ziegelbau, der 1992 nach Entwürfen des Architekten Gottfried Böhm erbaut wurde. Das Gebäude wird der Länge nach von einer über alle Stockwerke gehendes Glasatrium unterteilt; der dadurch entstehende Raum enthält durch abgeschrägte Dachflächen aus Glas von oben Tageslicht. An den Schmalseiten sind Teile der Ziegelwände leicht zurückgesetzt und ornamental vermauert, so dass in den zurückgesetzten Wandteilen ein verschachteltes Bogenmuster entsteht. An die südliche Schmalwand schließt sich ein runder, geziegelter Turm an, dessen kegelförmige Spitze auf die Höhe des zweiten Stockwerkes reicht.
Das Gebäude zählt zu einer Reihe eher „konventioneller und geschlossen wirkender“ Backsteinbauten, die Gottfried Böhm seit den 1980er Jahren entwarf.